# 臺中市太平區車籠埔國民小學
臺中市太平區車籠埔國民小學（簡稱車籠埔國小），是臺灣臺中市太平區2000年成立的市立國民小學。

## 校史
- 1999年9月21日因九二一大地震，原光隆國小校舍毀損嚴重，於是遷校重建。
- 2000年3月，台中縣政府用原光隆國小校址，提出設立公立幼兒實驗學校校舍規劃重建計劃。4月中華民國教育部核定重建校舍經費。12月正式定名為「臺中縣太平市車籠埔幼兒實驗學校」。
- 2001年9月，第一屆新生入學，共有幼稚部10班，國小部一年級3班；車籠埔月刊創刊號發行。
- 2003年3月，更名為「臺中縣太平市車籠埔國民小學」。
- 2010年12月，因台中縣市合併升格為直轄市，更名為「臺中市太平區車籠埔國民小學」。

## 歷任校長
1. 李英瑞：2000年8月－2006年7月
2. 林淑真：2006年8月－2012年7月
3. 張富棠：2012年9月－2016年7月
4. 包沛然：2016年8月－2023年7月
5. 王財隱：2023年8月－現任

## 班級
- 幼兒部：6班
- 國小部：18班
- 資源班：1班

## 校舍空間
- 普通教室：26間
- 專科教室：14間
- 午餐廚房：2間

## 學區
- 光隆里1～15鄰
- 興隆里10～17鄰
- 永隆里444鄰

## 外部連結
- 臺中市太平區車籠埔國民小學 （页面存档备份，存于）